# Rika (japanischer Vorname)
Rika (japanisch りか) ist ein weiblicher japanischer Vorname.
Es gibt verschiedene Kanji-Schreibweisen, die jeweils eine andere Bedeutung haben:
- 梨花 ‚Birnenblüte‘
- 里佳
- 里香

## Namensträgerinnen
- Rika Fujiwara (藤原 里華, * 1981), japanische Tennisspielerin
- Rika Hiraki (平木 理化, * 1971), japanische Tennisspielerin
- Rica Matsumoto (松本 梨香, * 1968), japanische Schauspielerin, Synchronsprecherin und Sängerin
- Rika Tabashi (田橋 里花, * 1981), japanische Marathonläuferin

### Künstlername
- Chisaki Hama (Rika, 梨華, * 1988), japanische Schauspielerin und J-Pop-Sängerin